# Konrad von Wurmlingen

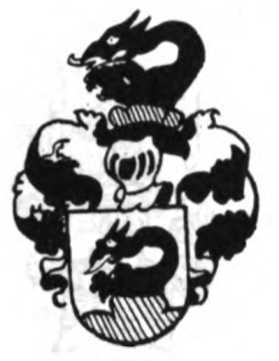
Wappen derer von Wurmlingen

Konrad von Wurmlingen († 1295) aus dem Geschlecht derer von Wurmlingen war Kanoniker des Stifts St. Martin in Sindelfingen. Er war der Autor des überwiegenden Teils der Sindelfinger Annalen.

## Urkundliche Erwähnungen
Am 3. Februar 1286 schenkte er mit Zustimmung aller seiner Vettern, mit Willen Graf Alberts von Hohenberg als Vogt von Bönnigheim und mit Genehmigung seiner Herren, der Brüder Eberhard und Rudolf Grafen von Tübingen, zu seinem und Willibirgs, der Witwe des Burkhard Phluger, Seelenheil dem Hl. Martin, Patron der Kirche in Sindelfingen, einen Weinberg am Michelsberg bei Bönnigheim unter Vorbehalt des Rechts, für sich und Willibirg, zu ihren Lebzeiten und von Todes wegen über den Ertrag des Weinbergs zu verfügen.
Am 30. August 1271 war er Zeuge, als Wolf von Nufringen und seine Brüder ihren Hof in Altingen an die Kirche in Sindelfingen verkauften.